# Mallecomigas schlingeri
Genre
Espèce
Mallecomigas schlingeri, unique représentant du genre Mallecomigas,  est une espèce d'araignées mygalomorphes de la famille des Migidae.

## Distribution
Cette espèce est endémique du Chili. Elle se rencontre dans la province de Malleco.

## Étymologie
Cette espèce est nommée en l'honneur du diptérologue Evert Irving Schlinger.

## Publication originale
- Goloboff & Platnick, 1987 : A review of the Chilean spiders of the superfamily Migoidea (Araneae, Mygalomorphae). American Museum Novitates, no 2888, p. 1-15 (texte intégral).